# Serra Negra do Norte
Serra Negra do Norte este un oraș în Rio Grande do Norte (RN), Brazilia.
1. ↑   https://data.iana.org/time-zones/tzdb-2021e/southamerica Lipsește sau este vid: |title= (ajutor)